# Muhjärvi
Le Muhjärvi est un lac situé à Anjalankoski dans la municipalité de Kouvola en Finlande,.
Le lac, bordé au sud-est par la frontière de la ville de Kotka, s'étend en partie à Kotka, car la limite municipale longe le Kymijoki qui traverse la partie orientale du lac.

## Géographie
La superficie du lac est de 252 hectares soit 2,5 kilomètres carrés, il mesure 2,7 kilomètres de long et 1,4 kilomètre de large.
Le lac est séparé du Kymijoki par la péninsule Särkänniemi de 500 mètres de long, devant laquelle se trouve un détroit de plus de 200 mètres de large. 
La profondeur du détroit est d'environ un mètre,.
Le volume du lac est de 5,14 millions de mètres cubes, soit 0,00514 kilomètre cube. Sa profondeur moyenne est de 2,0 mètres et la profondeur maximale est de 5,1 mètres. Le point le plus profond est situé au milieu du bassin du lac. La longueur du rivage du lac est de 7,8 kilomètres et ses rives sont principalement des dunes de sable et des broussailles.
La zone d'habitation dispersée autour du lac se compose de dix fermes, du manoir de Wredeby et de dix chalets de loisirs construits sur les rives du lac. 
Les zones d'habitation autour du lac sont Kyläaho, Rauhamaa, Riitama et Kahrinmäki. 
Le lac est accessible par la route régionale 354 au nord et par l'Yhdystie 3562 a l'ouest.

## Protection
Le lac Muhjärvi est une zone Natura 2000 (FI0401003) de protection des oiseaux,,.

## Hydrographie
Le  fait partie du bassin de la Kymi.